# Модла (Млавський повіт)
Модла (пол. Modła) — село в Польщі, у гміні Вішнево Млавського повіту Мазовецького воєводства.
Населення — 417 осіб (2011).
У 1975-1998 роках село належало до Цехановського воєводства.

## Демографія
Демографічна структура станом на 31 березня 2011 року:
|          | Загалом | Допрацездатний вік | Працездатний вік | Постпрацездатний вік |
| -------- | ------- | ------------------ | ---------------- | -------------------- |
| Чоловіки | 221     | 53                 | 155              | 13                   |
| Жінки    | 196     | 43                 | 126              | 27                   |
| Разом    | 417     | 96                 | 281              | 40                   |